# タルモ・キンク
タルモ・キンク（Tarmo Kink, 1985年10月6日 - ）は、ソビエト連邦（現エストニア）・タリン出身の元同国代表サッカー選手。ポジションはFW。

## 経歴
ヴェイッカウスリーガのセイナヨエン・ヤルカパッロケルホ退団後の2016年7月8日、ネムゼティ・バイノクシャーグIのメゼーケヴェシュド・ジョーリSEに加入した。

## タイトル
スパルタク・モスクワ
- ロシア・カップ : 2003

レヴァディア
- メスタリリーガ : 2006, 2007, 2008
- エストニア・カップ : 2007

ジェーリ
- ネムゼティ・バイノクシャーグI : 2012-13
- スペルクパ（英語版） : 2013

インヴァネス・カレドニアン・シッスルFC
- スコティッシュカップ：2014-15